# 크로스 게임
《크로스 게임》은 일본 만화 잡지인 주간 소년 선데이에 연재된 아다치 미쓰루의 만화이다. 2005년 22-23 합병호부터 2010년 12호까지 연재되었다.(총 16권) 터치, H2에 이은 청춘야구만화이다.

## 개요
주인공 키타무라 코우와 소꿉친구로 츠키시마 집안 자매들 첫째 이치요우, 둘째 와카바, 셋째 아오바, 넷째 모미지가 등장하는 야구만화이다. 제1부인 〈와카바의 계절〉은 초등학생, 제2부부터는 중3부터 고등학생 시절의 이야기를 다루고 있다.
원제목은 영문표기로 크로스게임〈Cross Game〉이다.

## 줄거리 소개
주인공은 스포츠용품점인 기타무라 스포츠네 외아들인 코우이다. 근처에서 배팅 센터를 운영하는 츠키시마가와는 가족끼리 알고 지내는 사이이다. 그 중 둘째이자 동갑인 와카바와는 특히 친한 반면 셋째인 아오바와는 견원지간이다.
처음에는 야구에 흥미가 없던 코우였지만, 아오바의 투구폼을 보고 반해, 다른 사람 몰래 트레이닝을 한다.
코우는 중학생이 되어서도 야구부에는 들어가지 않았지만 혼자 트레이닝을 계속했다. 그리고 고등학생이 되어 야구부에 들어가게 되지만, 야구부는 야구유학생들로 이뤄진 1군과 나머지 떨거지로 나뉜다. 코우는 그 중 떨거지들 사이에 끼게 되는데...

## 등장 인물
키타무라 코우(태영)(일본어: 樹多村 光)
주인공. 스포츠 용품점집 외아들로 세이슈 고등학교의 에이스이다. 우투우타이며 6번 타자를 맡고 있다.
- 성우 - 이리노 미유, 엄상현

츠키시마 아오바(은재)(일본어: 月島 青葉)
츠키시마 집안의 셋째딸. 코우와 소꿉친구이나 어릴적부터 싸우며 자랐고 고등학생이 된 현재도 수시로 충돌한다. 코우와 닮은 점이 많다. 코우보다 한학년 아래이고, 야구부에 소속된 뛰어난 투수이나, 성별제한 때문에 공식 경기에는 출전하지 못한다.
- 성우 - 토마츠 하루카, 양정화

츠키시마 와카바(은서)(일본어: 月島 若葉)
츠키시마 집안의 둘째딸. 코우와 동갑으로 어릴 때 매우 사이가 좋았으나 초등학교 5학년 때 사고로 사망했다.
- 성우 - 칸다 아케미, 박선영

아즈마 유헤이(민혁)(일본어: 東 雄平)
주인공과 동갑으로 뛰어난 슬러거이다. 세이슈 고등학교 야구부의 4번타자이다. 좌투좌타로 1루수를 맡고 있다.
- 성우 - 사쿠라이 타카히로, 김영선

아카이시 오사무(준석)(일본어: 赤石 修)
코우와 동갑으로 어릴 적부터 알던 사이이다. 세이슈 고등학교 야구부의 포수를 맡고 있다. 와카바를 좋아했다.
- 성우 - 노무라 켄지, 최석필

나카니시 다이키(용우)(일본어: 中西 大気)
코우의 소꿉친구로 세이슈 고등학교 야구부의 3루수를 맡고 있다. 장타력이 있다.
- 성우 - 소노베 요시노리, 신용우

센다 케이치로(창민)(일본어: 千田 圭一郎)
세이슈 고등학교 야구부의 유격수이다. H2의 키네와 비슷한 개그 캐릭터이다.
- 성우 - 키시오 다이스케, 전태열

## TV 애니메이션
2009년 4월 5일부터 TV 도쿄 계열에서 방송이 시작되었다. 아다치 미쓰루 원작의 애니메이션으로서는 H2 (만화)에 이어 13년 만이다. 대한민국은 EBS에서 2010년 7월 23일에 시작하여 매주 목요일 ~ 금요일 7시 35분에 방송되었다.